# Roman Potocki
Il conte Roman Alfred Maria Potocki (Łańcut, 16 dicembre 1851 – Łańcut, 24 settembre 1915) è stato un nobile e politico polacco.

## Biografia
Era figlio del conte Alfred Józef Potocki e della principessa Maria Klementyna Sanguszko.

## Carriera
Nel 1889, dopo la morte del padre, Potocki ereditò Łańcut. Nel 1898 fu promosso a consigliere segreto. 
Potocki fu deputato della camera inferiore del Reichsrat (1882-1889), del Sejm galiziano (1882-1913) e della Camera dei signori (1889-1915).
Trascorse gran parte della vita nel suo castello a Łańcut; possedeva inoltre un grande palazzo a Leopoli, dove visse, in particolare, durante la sessione del Sejm galiziano, e un appartamento a Vienna. Il conte trascorreva l'inverno in varie capitali europee o in riviera francese. Potocki fu a lungo presidente del circolo equestre di Cracovia. Nel 1879 ricevette il titolo di ciambellano.

## Matrimoni

### Primo matrimonio
Sposò, il 21 novembre 1882 a Varsavia, Izabella Potocka (2 ottobre 1864-21 marzo 1883), figlia del conte Stanisłas Potocki. Ella morì quattro mesi dopo il matrimonio a causa di una malattia cardiaca. La coppia non ebbe figli.

### Secondo matrimonio
Sposò, il 16 giugno 1885 a Berlino, Matilde Elzbieta Radziwiłł (1 novembre 1861-13 maggio 1950), figlia del principe Antoni Wilhelm Radziwiłł e amica dell'imperatrice tedesca Augusta. Al loro matrimonio l'imperatore Guglielmo I fu rappresentato dal figlio, il principe ereditario Federico, accompagnato dalla moglie Vittoria, figlia dell'omonima regina del Regno Unito. In questo modo Potocki divenne proprietario di ricche proprietà in Galizia e stabilì contatti con quasi tutte le case reali europee.
La coppia ebbe due figli:
- Alfred Antoni Potocki (14 giugno 1886-30 marzo 1958)
- Jerzy Józef Potocki (29 gennaio 1889-20 settembre 1961)